# بروس جونستون
بروس جونستون (بالإنجليزية: Bruce Johnston)‏ هو كاتب أغاني وموسيقي ومنتج أسطوانات وملحن ومغني أمريكي، ولد في 27 يونيو 1942 في بيوريا في الولايات المتحدة.

## وصلات خارجية
- بروس جونستون على موقع IMDb (الإنجليزية)
- بروس جونستون على موقع الموسوعة البريطانية (الإنجليزية)
- بروس جونستون على موقع ميوزك برينز (الإنجليزية)
- بروس جونستون على موقع رولينغ ستون (الإنجليزية)
- بروس جونستون على موقع إن إن دي بي (الإنجليزية)
- بروس جونستون على موقع أول ميوزيك (الإنجليزية)
- بروس جونستون على موقع ديسكوغز (الإنجليزية)
- بروس جونستون على موقع قاعدة بيانات الفيلم (الإنجليزية)